# تجمع نادي (المهرة)

تعديل مصدري - تعديل

تجمع نادِي هو "تجمع بدوي" في عزلة الفيدمي بمديرية الغيظة التابعة لمحافظة المهرة، بلغ تعداد سكانها 11 نسمة حسب تعداد اليمن لعام 2004.